# Fall Grün

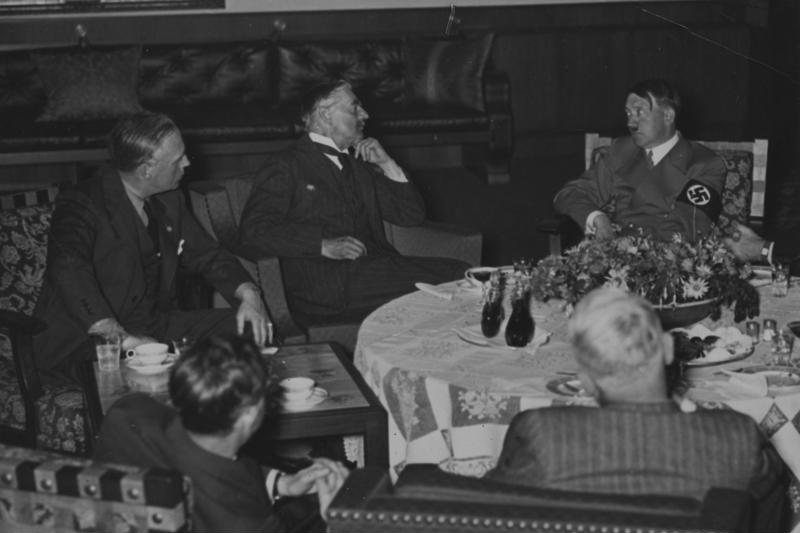
De izquierda a derecha, Joachim von Ribbentrop, Neville Chamberlain y Adolf Hitler. Durante las conversaciones de los Acuerdos de Múnich.

Fall Grün (Caso Verde) fue un plan militar alemán, antes de la Segunda Guerra Mundial, preparado para la guerra agresiva contra Checoslovaquia. El primer borrador del plan se redactó a finales de 1937, a la que siguieron nuevas versiones para adecuarlo a la situación militar. La versión final programó el ataque para el 28 de septiembre de 1938, pero Francia y el Reino Unido rehusaron participar en la guerra para defender a Checoslovaquia y expresaron su voluntad política de evitarla a toda costa; por ende, la ejecución del plan se pospuso y después de los Acuerdos de Múnich, que tuvieron lugar el 30 de septiembre de 1938, el plan fue abandonado completamente.
Puesto que Checoslovaquia cedió a Alemania el área de los Sudetes, perdió la mayoría de las fortificaciones de su frontera, que quedó en una posición indefendible. Al final, el país fue invadido y anexionado por el Reich como protectorado el 15 de marzo de 1939 (Operación Sureste) con mínima resistencia; entonces Alemania le dio independencia nominal a Eslovaquia e instaló en el poder a Jozef Tiso.